# Мандубраций
Мандубраций (на латински: Mandubracius, Mandubratius) е крал на келтското племе тринованти, в Югоизточна Британия през 1 век пр.н.е.
Мандубраций е син на крал Имануенций и воюва срещу римляните във втория британски поход на Цезар през 54 пр.н.е.